# Kastriot Imeri
Kastriot Imeri (Ginevra, 27 giugno 2000) è un calciatore svizzero di origine albanese, centrocampista del Thun in prestito dallo Young Boys.

## Biografia
Kastriot Imeri è nato in Svizzera da genitori di etnia albanese del Kosovo, qui esuli a causa della guerra nel proprio paese.

## Carriera

### Club
Il 23 febbraio 2020, in occasione della partita contro il Basilea al St. Jakob-Park, segna la sua prima rete in Super League, realizzando il rigore del momentaneo 2-1.
Il 16 agosto 2022 si trasferisce allo Young Boys, con i gialloneri vince due campionati svizzeri (2022-2023 e 2023-2024) ed una Coppa Svizzera (2022-2023).
Il 14 agosto 2025 passa in prestito al Thun.

### Nazionale
Il 4 settembre 2020 gioca la sua prima partita con la nazionale under 21 rossocrociata contro i pari età della Slovacchia valida per le qualifiche del Campionato europeo di calcio Under-21 2021.
Il 12 novembre 2021 esordisce in nazionale maggiore in occasione del pareggio per 1-1 in casa dell'Italia.
Nel 2023 partecipa agli Europei Under-21, manifestazione in cui va a segno in occasione della partita inauguale vinta 2-1 contro la Norvegia e della partita persa 2-3 contro l'Italia.

## Statistiche

### Cronologia presenze e reti in nazionale
| Cronologia completa delle presenze e delle reti in nazionale ― Svizzera | Cronologia completa delle presenze e delle reti in nazionale ― Svizzera | Cronologia completa delle presenze e delle reti in nazionale ― Svizzera | Cronologia completa delle presenze e delle reti in nazionale ― Svizzera | Cronologia completa delle presenze e delle reti in nazionale ― Svizzera | Cronologia completa delle presenze e delle reti in nazionale ― Svizzera | Cronologia completa delle presenze e delle reti in nazionale ― Svizzera | Cronologia completa delle presenze e delle reti in nazionale ― Svizzera |
| Data                                                                    | Città                                                                   | In casa                                                                 | Risultato                                                               | Ospiti                                                                  | Competizione                                                            | Reti                                                                    | Note                                                                    |
| ----------------------------------------------------------------------- | ----------------------------------------------------------------------- | ----------------------------------------------------------------------- | ----------------------------------------------------------------------- | ----------------------------------------------------------------------- | ----------------------------------------------------------------------- | ----------------------------------------------------------------------- | ----------------------------------------------------------------------- |
| 12-11-2021                                                              | Roma                                                                    | Italia                                                                  | 1 – 1                                                                   | Svizzera                                                                | Qual. Mondiali 2022                                                     | -                                                                       | 69’                                                                     |
| Totale                                                                  |                                                                         | Presenze                                                                | 1                                                                       |                                                                         | Reti                                                                    | 0                                                                       |                                                                         |

## Palmarès

### Club

#### Competizioni nazionali
- Challenge League: 1

Servette: 2018-2019
- Campionato svizzero: 2

Young Boys: 2022-2023, 2023-2024
- Coppa Svizzera: 1

Young Boys: 2022-2023